# 제43회 베네치아 국제 영화제
제43회 베네치아 국제 영화제는 1986년 8월 30일부터 9월 10일까지 이탈리아 베네치아에서 열린 시상식이다. 지안 루이지 론디가 사회를 맡은 마지막 회차의 베네치아 국제 영화제이다.
프랑스 작가이자 영화감독인 알랭 로브그리예가 본 대회 심사위원장을 맡았다. 황금사자상 수상작은 에릭 로메르 감독의 <녹색 광선 (영화)>이었다.

## 수상 및 후보

### 황금사자상
- 녹색 광선 (영화) - 에릭 로메르 수상